# Article 377 du code pénal indien
L'article 377 du code pénal indien criminalise les actes sexuels « contre l'ordre naturel », visant notamment l'homosexualité.
Cet article a été introduit dans le droit indien en 1860, sous le Raj britannique et est resté en vigueur jusqu'en 2018. En juillet 2009, la Haute Cour de Delhi a considéré l'article comme contraire à la Constitution de l'Inde, décriminalisant les relations sexuelles entre adultes, mais ce jugement a été cassé par la Cour suprême de l'Inde le 11 décembre 2013, la Cour déclarant que l'amendement ou l'abrogation de l'article 377 était la prérogative du Parlement et non de la justice.
Le 6 février 2016, la Fondation Naz et d'autres parties ont introduit un nouveau recours devant la Cour suprême. Un jugement de trois magistrats a décidé que les requêtes devaient être examinées par une formation de cinq juges constitutionnels.
Le 6 septembre 2018, l'article est déclaré illégal par la cour suprême.

## Texte
« 377. Délits contre la nature
Quiconque a de son propre gré un rapport charnel contre l'ordre de la nature avec un homme, une femme ou un animal sera puni de prison à vie, ou d'une peine d'emprisonnement dont la durée peut aller jusqu'à dix ans, et sera aussi susceptible de recevoir une amende.
Explication : La pénétration suffit à constituer le rapport charnel nécessaire au délit décrit dans cet article,. »

Le domaine d'application de l'article 377 comprend toute relation sexuelle mettant en jeu la pénétration du pénis. De ce fait, tous les actes consentis de fellation, sodomie et de zoophilie sont punissables par cette loi.

## Perception sociale

### Opposition et critiques
Les arrestations sont très rares et ces vingt dernières années[Quand ?] il n'y en a eu aucune pour des relations homosexuelles en Inde. Cependant, Human Rights Watch met en avant que cette loi a été employée pour harceler les efforts de prévention contre le sida, de même que des travailleurs du sexe, des homosexuels et d'autres groupes exposés à la maladie, même si les personnes reconnues coupables d’extorsion par chantage d'accusations liées à l'article 377 peuvent risquer la prison à vie grâce à une clause spéciale de l'article 389 du code pénal indien. L'organisation People's Union for Civil Liberties a publié deux rapports sur la violation de leurs droits que vivent les minorités sexuelles en particulier les personnes transgenres en Inde.
En 2006, la loi est critiquée par cent personnalités littéraires d'Inde, au premier plan desquelles Vikram Seth. À la suite, elle a été la cible des critiques de plusieurs ministres, surtout Anbumani Ramadoss et Oscar Fernandes. En 2008, un juge de la Haute Cour de Bombay a appelé à ce que l'Inde se débarrasse de cette loi.

## Bataille judiciaire
Le mouvement pour l'abrogation de l'article 377 a été lancé par le groupe de lutte contre le sida AIDS Bhedbhav Virodhi Andolan en 1991. Leur ouvrage historique, Less than Gay: A Citizen's Report, a mis au jour les problèmes posés par l'article 377 et a réclamé son abrogation. Alors que l'affaire s'éternisait d'année en année, elle est remise sur le devant de la scène par l'ONG Naz Foundation (India) Trust, qui dépose une plainte pour l'intérêt public devant la Haute Cour de Delhi en 2001, pour légaliser les relations homosexuelles entre adultes consentants,. En 2003, la Haute Cour de Delhi refuse d'examiner une requête concernant la légalité de l'article, soutenant que les requérants n'ont pas d'intérêt à agir sur ce sujet. Pour statuer sur ce sujet, la Haute Cour doit être saisie par une personne condamnée par cette loi. La Fondation Naz en a alors appelé à la Cour suprême, qui a décidé que la Fondation Naz avait un intérêt à agir pour déposer une plainte d'intérêt public, et a renvoyé l'affaire devant la Haute Cour. Une coalition de militants pour les droits des LGBT, des femmes et pour les droits humains de Delhi, sous le nom de 'Voices Against 377' (Des voix contre 377), soutenait la demande d'amender l'article 377 pour exclure les relations entre adultes consentants.
En mai 2008, l'affaire est passée en audience devant la Haute Cour de Delhi, mais le gouvernement n'avait pas de position fixée, le ministre de l'intérieur s'opposant au ministre de la santé sur l'application de l'article 377 en ce qui concerne l'homosexualité. Le ministre de la santé indien soutenait la requête, tandis que le ministre de l'intérieur refusait toute modification. Le 12 juin 2009, le nouveau ministre de la justice Veerappa Moily a reconnu que la loi était obsolète.
Finalement, dans un jugement historique rendu le 2 juillet 2009, la Haute Cour de Delhi a déclaré caduc l'article vieux de cent-cinquante ans, légalisant les actes homosexuels consentis entre adultes. La Cour a déclaré que s'il n'était pas amendé, l'article 377 contrevenait à l'article 14 de la Constitution de l'Inde, qui garantit pour tout citoyen l'égalité des chances dans la vie et devant la loi.

« S'il est un principe constitutionnel dont on peut dire qu'il est un thème sous-jacent de la Constitution de l'Inde, c'est celui de l'« inclusivité ». Cette cour croit que la Constitution de l'Inde reflète cette valeur profondément enracinée dans la société indienne, entretenue depuis plusieurs générations. Cette inclusivité que la société indienne déploie par tradition, littéralement dans tous les aspects de la vie, est manifeste quand elle reconnaît un rôle dans la société pour chacun. Ceux que la majorité perçoit comme « déviants » ou « différents » ne sont pas sur ce point exclus ou ostracisés.
Là où la société peut montrer inclusion et compréhension, de telles personnes peuvent être assurées d'une vie digne et sans discrimination. C'était l'« esprit derrière la Résolution » dont parlait Nehru avec tant de passion. Selon nos vues, le droit constitutionnel de l'Inde ne permet pas qu'un texte de droit pénal soit maintenu tel quel en raison d'idées fausses du peuple sur ce que sont les LGBT. Il ne peut être oublié que la discrimination est l'antithèse de l'égalité et que c'est la reconnaissance de l'égalité qui garantit la dignité de tout individu. »

La Cour déclare que son jugement sera maintenu jusqu'à ce que le parlement décide d'amender la loi. Ce jugement laisse intactes les clauses de l'article 377 en tant qu'elles s'appliquent à tout rapport non consenti et non vaginal avec des mineurs.

## Jugement de 2013
Le 11 décembre 2013, la Cour suprême de l'Inde a balayé le jugement donné en 2009 par la Haute Cour de Delhi, affirmant qu'une intervention judiciaire n'était pas requise dans cette affaire. Cette décision criminalise à nouveau les relations sexuelles « contre l'ordre de la nature ». Dans leur jugement, les deux juges déclarent : 

« Au regard de la discussion ci-dessus, nous maintenons que l'article 377 IPC ne souffre pas du vice d'inconstitutionnalité, et la déclaration faite par la Haute Cour est légalement intenable. »

Les deux juges notent cependant que le Parlement de l'Inde devrait débattre du sujet et statuer. Le gouvernement central a émis une requête le 21 décembre 2013, qui dit : « Le jugement souffre d'erreurs apparentes au regard du dossier, et il est contraire aux principes bien établis de la loi formulés par la Cour du sommet énonçant la portée et l'étendue des Droits fondamentaux sous les articles 14, 15 et 21 de la Constitution. » La fondation Naz a aussi émis une requête contre cet ordre de la Cour suprême sur la section 377. La Cour suprême a rejeté les recours déposés par le gouvernement central, par la fondation Naz et par d'autres, le 28 janvier 2014,.

## Jugement de 2018
Voir Navtej Singh Johar v. Union of India (en).